# Holocausto en Estonia

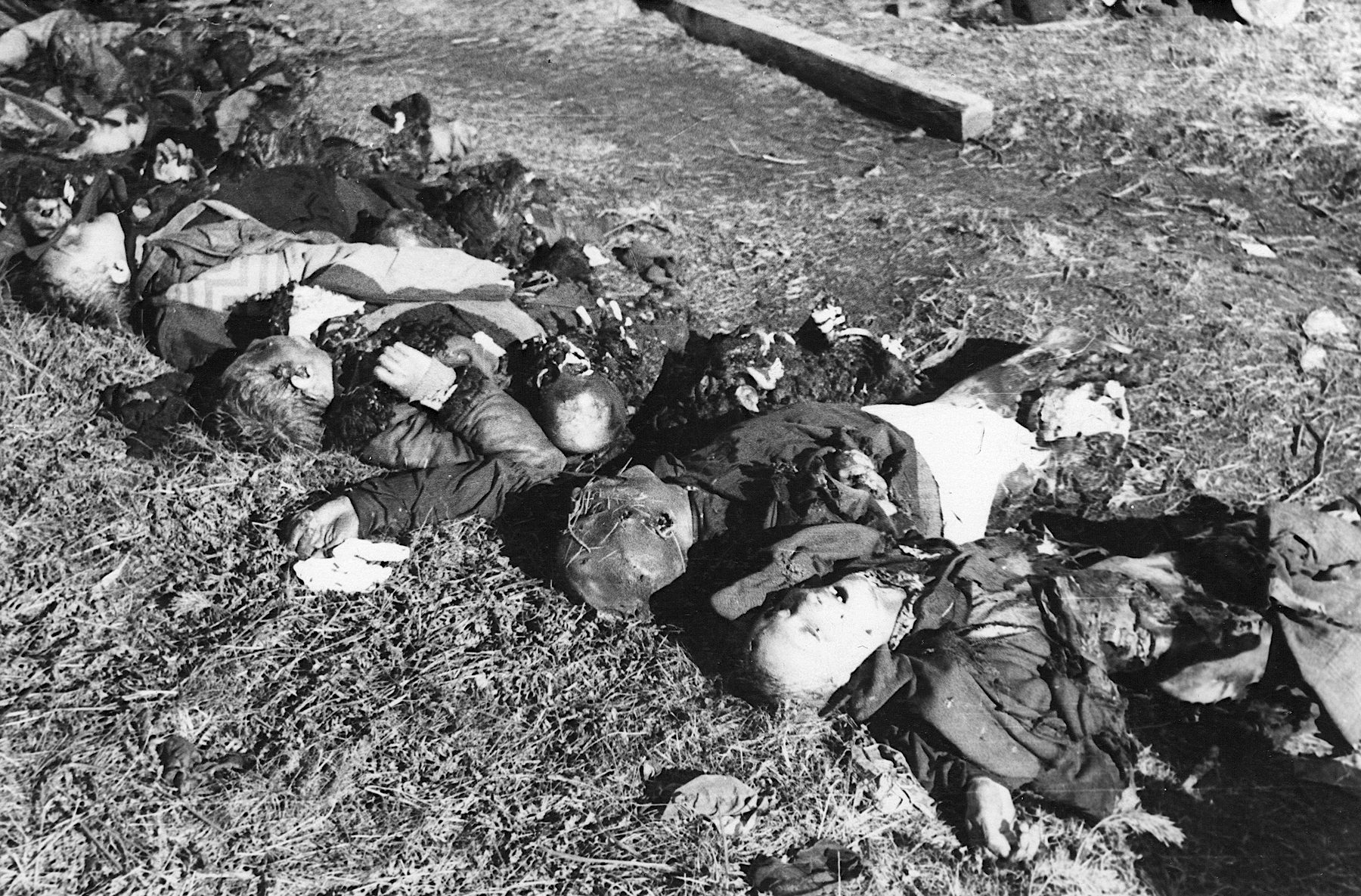
Cadáveres encontrados en el campo de concentración de Klooga después de la liberación.

El Holocausto en Estonia se refiere a los crímenes nazis durante la ocupación de Estonia por la Alemania nazi entre 1941 y 1944.
Antes de la guerra, había aproximadamente 4.300 judíos estonios. Tras la anexión de Estonia a la Unión Soviética en 1940, alrededor del 10% de la población judía fue deportada a Siberia, junto con otros estonios. Después de la invasión del Eje en 1941, aproximadamente el 75% de los judíos estonios, conscientes del destino que les esperaba por parte de la Alemania nazi, huyeron hacia el este hacia Rusia y otras partes de la Unión Soviética. Prácticamente todos los judíos que quedaron (entre 950 y 1.000 personas) fueron asesinados por unidades alemanas como el Einsatzgruppe A y/o colaboradores locales antes de finales de 1941. El pueblo romaní en Estonia también fue asesinado y esclavizado por los ocupantes alemanes nazis y sus colaboradores.
Las autoridades de ocupación nazis también mataron a alrededor de 6.000 estonios étnicos y 1.000 rusos étnicos en Estonia, ya sea sobre la base de que eran comunistas o simpatizantes comunistas. Además, alrededor de 15.000 prisioneros de guerra soviéticos y judíos de otras partes de Europa fueron asesinados en Estonia durante la ocupación alemana.

## Situación antes del Holocausto
Artículo principal: Historia de los judíos en Estonia
Antes de la Segunda Guerra Mundial, la vida judía floreció en Estonia con el nivel de autonomía cultural otorgado como el más extenso de toda Europa, otorgando el control total de la educación y otros aspectos de la vida cultural a la población judía local. En 1936, el periódico judío con sede en Gran Bretaña The Jewish Chronicle informó que "Estonia es el único país de Europa del Este donde ni el gobierno ni el pueblo practican ninguna discriminación contra los judíos y donde se deja a los judíos en paz y se les permite llevar una vida libre y vivir sin ser molestados y moldearlo de acuerdo con sus principios nacionales y culturales".

## Asesinato de la población judía
Las redadas y asesinatos de los judíos restantes comenzaron de inmediato como la primera etapa del Generalplan Ost, que requeriría la "expulsión" del 50% de los estonios. Realizado por el escuadrón de exterminio o Einsatzkommando (Sonderkommando) 1A bajo las órdenes de Martin Sandberger, parte del Einsatzgruppe A dirigido por Walter Stahlecker, quien siguió la llegada de las primeras tropas alemanas el 7 de julio de 1941. Los arrestos y ejecuciones continuaron mientras los alemanes, con la ayuda de colaboradores locales, avanzaban a través de Estonia. Estonia pasó a formar parte del Reichskommissariat Ostland. Se estableció una Sicherheitspolizei (Policía de Seguridad) para la seguridad interna bajo el liderazgo de Ain-Ervin Mere en 1942. Estonia fue declarada Judenfrei bastante pronto por el régimen de ocupación alemán en la Conferencia de Wannsee. Los judíos que se habían quedado en Estonia (929 según el cálculo más reciente) fueron asesinados. Se sabe que menos de una docena de judíos estonios sobrevivieron a la guerra en Estonia.

### Política alemana hacia los judíos en Estonia

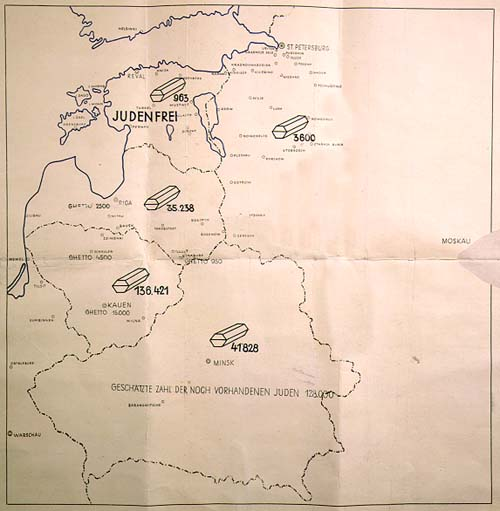
Mapa titulado "Ejecuciones judías realizadas por Einsatzgruppe A" del informe de Stahlecker. Marcado como "Asunto secreto del Reich", el mapa muestra el número de judíos fusilados en Ostland, y dice en la parte inferior: "El número estimado de judíos aún disponibles es de 128.000". Estonia está marcada como judenfrei.

Los archivos estatales de Estonia contienen certificados de defunción y listas de judíos fusilados con fecha de julio, agosto y principios de septiembre de 1941. Por ejemplo, el certificado de defunción oficial de Rubin Teitelbaum, nacido en Tapa el 17 de enero de 1907, establece lacónicamente en un formulario con el punto 7 ya impreso con solo la fecha en blanco: "7. Por una decisión de la Sicherheitspolizei el 4 de septiembre de 1941, condenado a muerte, y la decisión se llevó a cabo el mismo día en Tallin". El crimen de Teitelbaum fue "ser judío" y por lo tanto constituir una "amenaza para el orden público".
El 11 de septiembre de 1941 apareció un artículo titulado "Juuditäht seljal" - "Una estrella judía en la espalda" en el periódico estonio de circulación masiva Postimees. Afirmó que Otto-Heinrich Drechsler, el Alto Comisario de Ostland, había proclamado ordenanzas de acuerdo con las cuales todos los residentes judíos de Ostland a partir de ese día tenían que usar una estrella de David amarilla visible de al menos 10 cm de diámetro en el lado izquierdo de su pecho y espalda.
El mismo día se entregaron a todos los departamentos de policía locales los reglamentos emitidos por la Sicherheitspolizei proclamando que las Leyes de Núremberg estaban en vigor en Ostland, definiendo quién es judío y qué podían y no podían hacer los judíos. A los judíos se les prohibía cambiar de lugar de residencia, caminar por la acera, utilizar cualquier medio de transporte, ir a teatros, museos, cines o escuelas. Las profesiones de abogado, médico, notario, banquero o agente inmobiliario fueron declaradas cerradas a los judíos, al igual que la profesión de vendedor ambulante. Las regulaciones también declararon que las propiedades y los hogares de los residentes judíos serían confiscados. Las regulaciones enfatizaron que el trabajo con este fin debía comenzar lo antes posible, y que la policía debía completar las listas de judíos, sus direcciones y sus propiedades antes del 20 de septiembre de 1941.

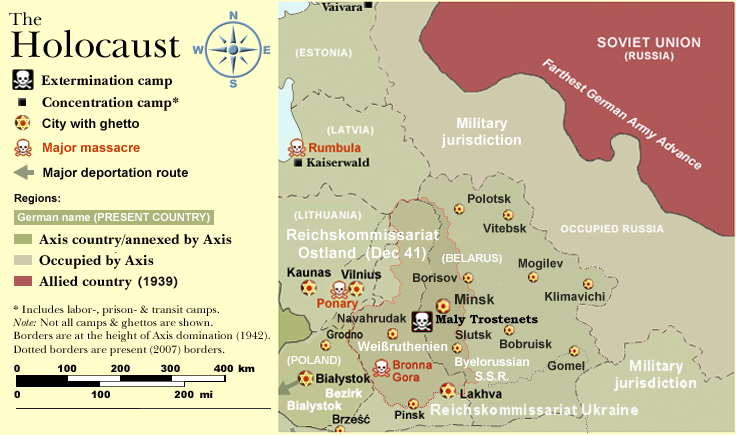
Holocausto en el Reichskommissariat Ostland (que incluía Estonia): un mapa.

Estas regulaciones también preveían el establecimiento de un campo de concentración cerca de la ciudad de Tartu, en el sureste de Estonia. Una decisión posterior dispuso la construcción de un gueto judío cerca de la ciudad de Harku, pero nunca se construyó, sino que se construyó un pequeño campo de concentración. Los Archivos del Estado de Estonia contienen material pertinente a los casos de unos 450 judíos estonios. Por lo general, los arrestaban en su casa o en la calle, los llevaban a la comisaría local y los acusaban del "delito" de ser judíos. Fueron fusilados directamente o enviados a un campo de concentración y fusilados más tarde. Una mujer estonia, E. S. describe el arresto de su esposo judío de la siguiente manera:
Como mi marido no salía de casa, yo era la que iba todos los días al pueblo a ver qué pasaba. Me asusté mucho cuando vi un cartel en la esquina de la plaza Vabaduse y la calle Harju llamando a la gente a mostrar dónde se encuentran los apartamentos de los judíos. Ese día fatal del 13 de septiembre volví a salir porque hacía buen tiempo pero recuerdo estar muy preocupada. Corrí a casa y cuando llegué allí y escuché algunas voces en nuestro apartamento tuve el presentimiento de que algo malo había sucedido. En nuestro apartamento había dos hombres de la Selbstschutz que dijeron que iban a llevar a mi marido a la comisaría. Corrí tras ellos y fui donde el jefe de policía y le pedí permiso para ver a mi esposo. El suboficial dijo que no podía darme permiso pero añadió en voz baja que yo viniera a la mañana siguiente cuando llevarían a los presos a la cárcel y tal vez pudiera ver a mi marido en el pasillo. Regresé a la mañana siguiente como me habían dicho, y fue la última vez que vi a mi esposo. El 15 de septiembre fui a la Sicherheitspolizei alemana en Tõnismägi en un intento de obtener información sobre mi esposo. Me dijeron que le habían disparado. Le pregunté la razón ya que no había sido comunista sino empresario. La respuesta fue: Aber er war doch ein Jude. ["Pero él era judío."].

## Judíos extranjeros
Después de la invasión alemana de Lituania, Letonia y Estonia, el gobierno nazi tenía la intención de utilizar los tres países bálticos como una de sus principales áreas de genocidio masivo. En consecuencia, los judíos de países fuera del Báltico fueron deportados allí para ser asesinados. Se estima que 10.000 judíos fueron asesinados en Estonia después de haber sido deportados a campos allí desde otras partes de Europa del Este. El régimen nazi también estableció 22 campos de concentración en territorio estonio ocupado para judíos extranjeros, donde serían utilizados como trabajadores esclavos. El más grande, el campo de concentración de Vaivara, sirvió como campo de tránsito y procesó a 20.000 judíos de Letonia y los guetos lituanos. Por lo general, se seleccionaba a hombres aptos para trabajar en las minas de esquisto bituminoso en el noreste de Estonia. Mujeres, niños y ancianos fueron asesinados al llegar.
Al menos dos trenes llenos de judíos de Europa Central fueron deportados a Estonia y asesinados al llegar a Kalevi-Liiva, cerca del campo de concentración de Jägala.

### Asesinato de judíos extranjeros en Kalevi-Liiva
Según el testimonio de los supervivientes, al menos dos transportes con entre 2.100 y 2.150 judíos centroeuropeos llegaron a la estación de tren de Raasiku, uno desde Theresienstadt (Terezín) con judíos checoslovacos y otro desde Berlín con ciudadanos alemanes. Entre 1.700 y 1.750 personas fueron llevadas inmediatamente a un lugar de ejecución en las dunas de arena de Kalevi-Liiva y fusiladas. Unas 450 personas fueron seleccionadas para trabajar en el campo de concentración de Jägala.
El transporte Be 1.9.1942 de Theresienstadt llegó a la estación de Raasiku el 5 de septiembre de 1942, después de un viaje de cinco días. Según el testimonio dado a las autoridades soviéticas por Ralf Gerrets, uno de los acusados en los juicios por crímenes de guerra de 1961 en la URSS, habían llegado desde Tallin ocho autobuses llenos de policías auxiliares de Estonia. El proceso de selección fue supervisado por Ain-Ervin Mere, jefe de la Policía de Seguridad de Estonia; los transportados no seleccionados para el trabajo esclavo fueron enviados en autobús a un lugar cerca del campo. Posteriormente la policía, en equipos de 6 a 8 hombres, mató a los judíos con ametralladoras. Sin embargo, durante investigaciones posteriores, algunos guardias del campo negaron la participación de la policía y dijeron que las ejecuciones las realizaba el personal del campo. El primer día, un total de 900 personas fueron asesinadas de esta forma. Gerrets testifica que le había disparado a una víctima que todavía hacía ruidos en la pila de cuerpos. Toda la operación fue dirigida por los comandantes de las SS Heinrich Bergmann y Julius Geese. Pocos testigos señalaron a Heinrich Bergmann como la figura clave detrás del exterminio de los gitanos estonios. En el caso de Be 1.9.1942, las únicas elegidas para el trabajo y para sobrevivir a la guerra fueron un pequeño grupo de mujeres jóvenes que fueron llevadas a través de una serie de campos de concentración en Estonia, en Polonia y en Alemania a Bergen-Belsen, donde fueron liberadas. El comandante del campo, Laak, usó a las mujeres como esclavas sexuales y mató a muchas después de que hubieran dejado de ser útiles.

Varios testigos extranjeros estuvieron presentes en los juicios de la posguerra en la Estonia ocupada por los soviéticos, incluidas cinco mujeres que habían sido transportadas en el Be 1.9.1942 desde Theresienstadt.
Según el testimonio de los testigos, los acusados Mere, Gerrets y Viik participaron activamente en los asesinatos en masa y otros crímenes perpetrados por los invasores nazis en Estonia. De acuerdo con la teoría racial nazi, la Sicherheitspolizei y la Sicherheitsdienst recibieron instrucciones de exterminar a los judíos y gitanos. Con ese fin, durante agosto y septiembre de 1941, Mere y sus colaboradores instalaron un campo de exterminio en Jägala, a 30 km de Tallin. Mere puso a Aleksander Laak a cargo del campamento; Ralf Gerrets fue nombrado su adjunto. El 5 de septiembre de 1942, un tren con aproximadamente 1500 ciudadanos checoslovacos llegó a la estación de tren de Raasiku. Mere, Laak y Gerrets seleccionaron personalmente quién de ellos debería ser ejecutado y quién debería ser trasladado al campo de exterminio de Jägala. Más de 1.000 personas, en su mayoría niños, ancianos y enfermos, fueron transportados a un páramo en Kalevi-Liiva, donde fueron ejecutados en un pozo especial. A mediados de septiembre llegó a la estación de tren procedente de Alemania el segundo tren de tropas con 1.500 prisioneros. Mere, Laak y Gerrets seleccionaron otras mil víctimas, que luego fueron condenadas por ellos al exterminio. Este grupo de prisioneros, que incluía mujeres lactantes y sus bebés recién nacidos, fueron transportados a Kalevi-Liiva donde fueron asesinados.
En marzo de 1943, el personal del campo de Kalevi-Liiva ejecutó a unas cincuenta personas romaníes, la mitad de las cuales tenían menos de 5 años. También fueron ejecutados 60 niños romaníes en edad escolar...

## Pueblo romaní
Algunos testigos señalaron a Heinrich Bergmann como la figura clave detrás del exterminio de los gitanos estonios.

## Colaboración estonia
Unidades de la Eesti Omakaitse (Guardia Nacional de Estonia; aproximadamente de 1.000 a 1.200 hombres) estuvieron directamente involucradas en actos delictivos, participando en la redada de 200 romaníes y 950 judíos.
Los actos finales de liquidación de los campos, como el de Klooga, que implicó el fusilamiento masivo de unos 2.000 prisioneros, fueron facilitados por miembros del 287.º Batallón de Policía. Los sobrevivientes informan que, durante estos últimos días antes de la liberación, cuando los trabajadores esclavos judíos eran visibles, la población estonia en parte intentó ayudar a los judíos brindándoles alimentos y otros tipos de asistencia.

## Juicios por crímenes de guerra
Cuatro estonios considerados los principales responsables de los asesinatos en Kalevi-Liiva fueron acusados en los juicios por crímenes de guerra en 1961. Dos fueron ejecutados más tarde, mientras que las autoridades soviéticas no pudieron presentar cargos contra los otros dos debido a que vivían en el exilio. Ha habido 7 estonios étnicos conocidos (Ralf Gerrets, Ain-Ervin Mere, Jaan Viik, Juhan Jüriste, Karl Linnas, Aleksander Laak y Ervin Viks) que han enfrentado juicios por crímenes de lesa humanidad cometidos durante la ocupación nazi en Estonia. Los acusados fueron acusados de asesinar hasta 5.000 judíos y romaníes alemanes y checoslovacos cerca del campo de concentración de Kalevi-Liiva en 1942-1943. Ain-Ervin Mere, comandante de la Policía de Seguridad de Estonia (Grupo B de la Sicherheitspolizei) del Autogobierno de Estonia, fue juzgado en rebeldía. Antes del juicio, Mere había sido miembro activo de la comunidad estonia en Inglaterra, contribuyendo a publicaciones en idioma estonio. Sin embargo, en el momento del juicio, estaba bajo custodia en Inglaterra, acusado de asesinato. Nunca fue deportado y murió como un hombre libre en Inglaterra en 1969. Ralf Gerrets, comandante adjunto del campo de Jägala. Jaan Viik, (Jan Wijk, Ian Viik), un guardia en el campo de trabajos forzados de Jägala, de los cientos de guardias y policías del campo de Estonia, fue señalado para ser procesado debido a su particular brutalidad. Testigos declararon que arrojaba niños pequeños al aire y les disparaba. No negó el cargo. Un cuarto acusado, el comandante del campo Aleksander Laak (Alexander Laak), fue descubierto viviendo en Canadá, pero se suicidó antes de que pudiera ser llevado a juicio.
En enero de 1962 se celebró otro juicio en Tartu. Juhan Jüriste, Karl Linnas y Ervin Viks fueron acusados de asesinar a 12.000 civiles en el campo de concentración de Tartu.

## Número de víctimas
Las fuentes de la era soviética-estonia estiman que el número total de ciudadanos soviéticos y extranjeros asesinados en la República Socialista Soviética de Estonia ocupada por los nazis es de 125.000. La mayor parte de este número consiste en judíos de Europa Central y Occidental y prisioneros de guerra soviéticos asesinados o muertos de hambre en campos de prisioneros de guerra en territorio estonio. La Comisión de Historia de Estonia estima que el número total de víctimas es de aproximadamente 35.000, que consta de los siguientes grupos:
- 1.000 judíos estonios
- Aprox. 10.000 judíos extranjeros
- 1.000 romaníes estonios
- 7.000 estonios étnicos
- 15.000 prisioneros de guerra soviéticos

El número de judíos estonios asesinados es inferior a 1.000; los perpetradores alemanes del Holocausto Martin Sandberger y Walter Stahlecker citan los números 921 y 963 respectivamente. En 1994, Evgenia Goorin-Loov calculó que el número exacto era 929.

## Monumentos actuales

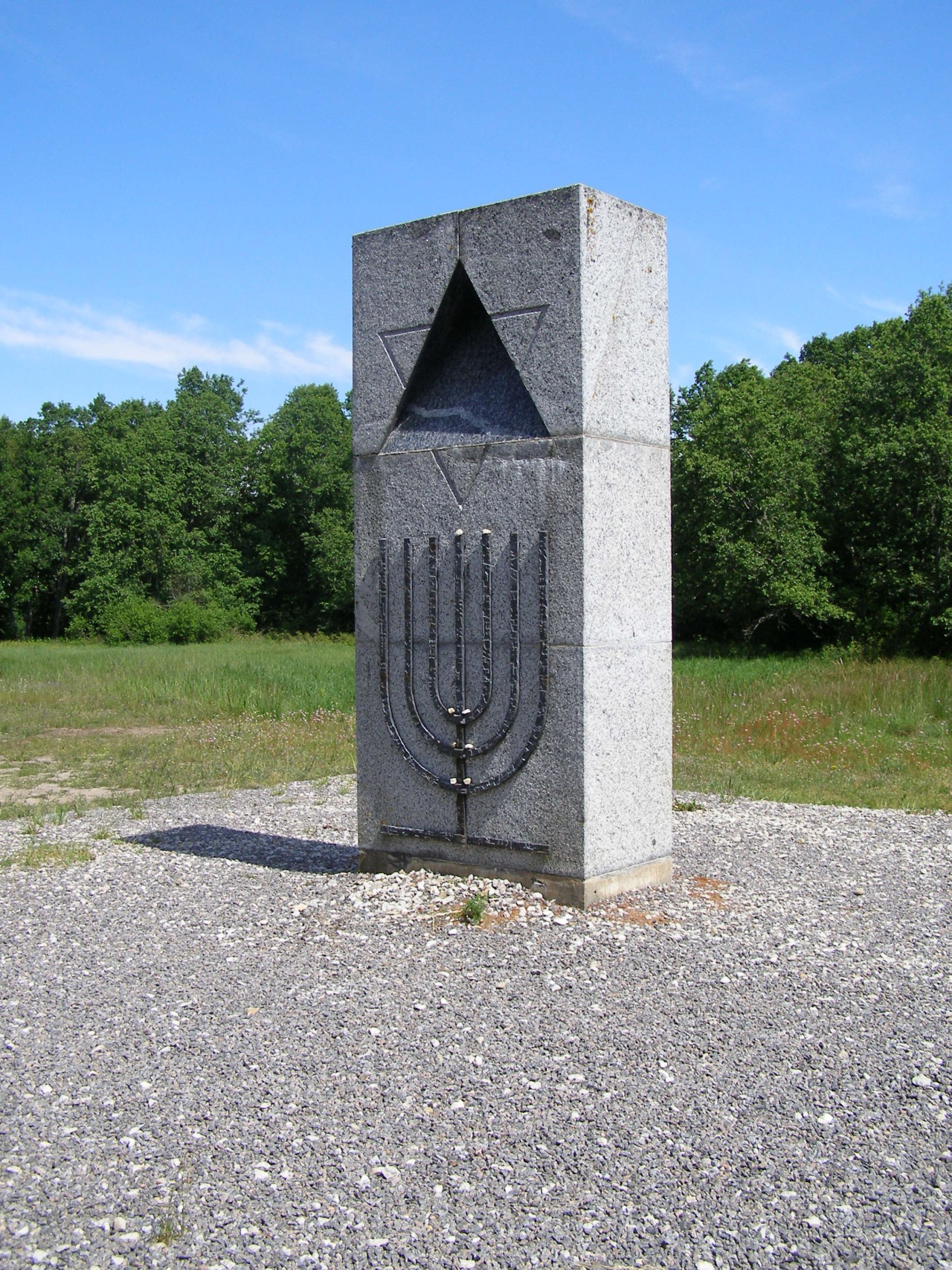
Monumento al Holocausto en el emplazamiento del antiguo campo de concentración de Klooga, inaugurado el 24 de julio de 2005.

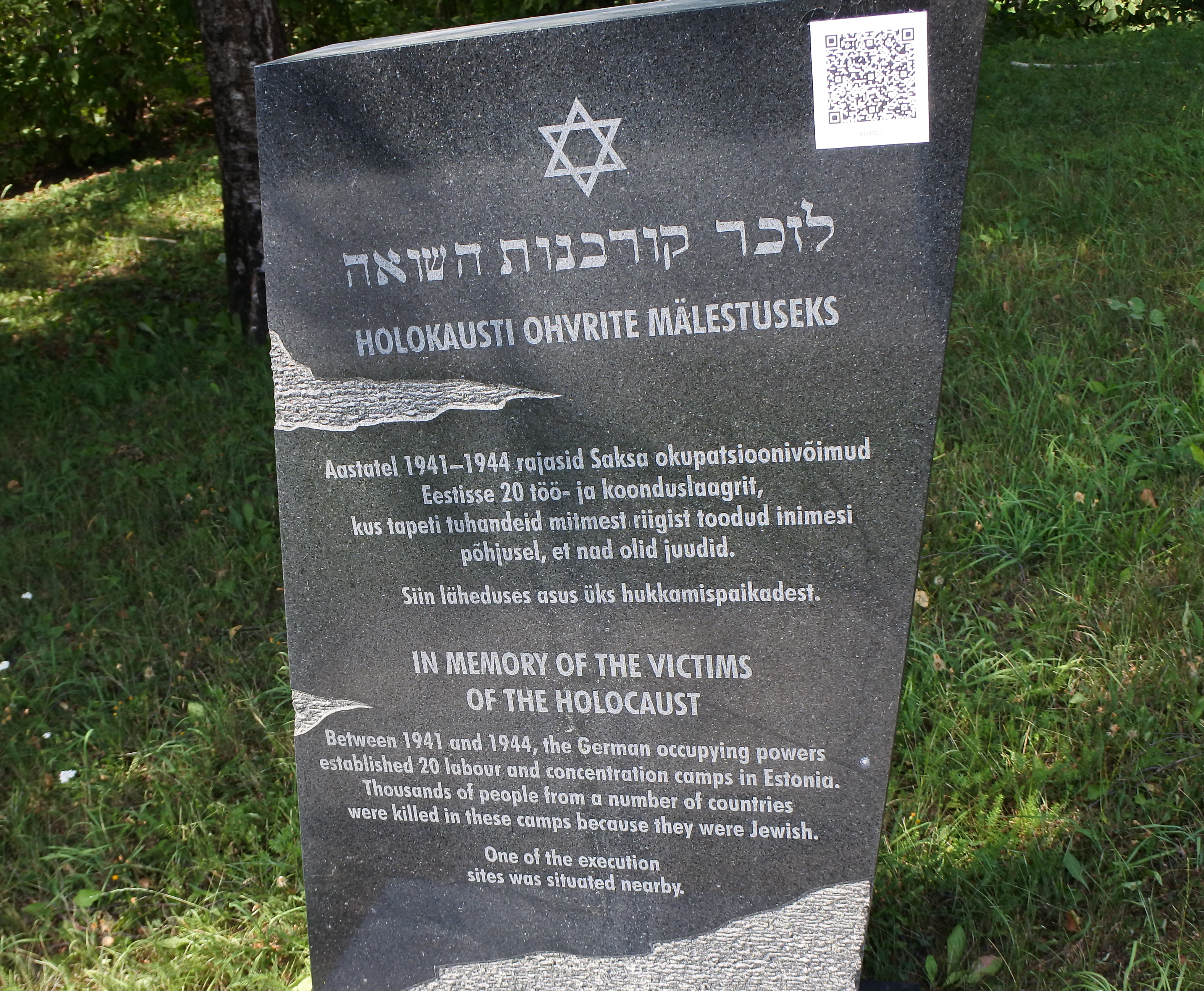
Memorial del Holocausto del campo de concentración de Kiviõli, noreste de Estonia.

Desde el restablecimiento de la independencia de Estonia, se colocaron monumentos para el 60 aniversario de las ejecuciones masivas que se llevaron a cabo en los campos de Lagedi, Vaivara y Klooga (Kalevi-Liiva) en septiembre de 1944. El 5 de febrero de 1945 en Berlín, Ain Mere fundó el Eesti Vabadusliit junto con el SS-Obersturmbannführer Harald Riipalu. Fue condenado a la pena capital durante los juicios del Holocausto en la Estonia soviética, pero Gran Bretaña no lo extraditó y murió allí en paz. En 2002, el Gobierno de la República de Estonia decidió conmemorar oficialmente el Holocausto. En el mismo año, el Centro Simon Wiesenthal proporcionó al gobierno de Estonia información sobre presuntos criminales de guerra estonios, todos exmiembros del 36.º Batallón de Policía de Estonia. En agosto de 2018, se informó que el monumento en Kalevi-Liiva había sido vandalizado.

## Colaboradores
- Ralf Gerrets
- Juhan Jüriste
- Friedrich Kurg[32][33]
- Aleksander Laak
- Karl Linnas
- Ain-Ervin Mere
- Hjalmar Mäe
- Jaan Viik
- Ervin Viks

### Organizaciones
- Einsatzgruppe A
- Policía Auxiliar Estonia
- Omakaitse
- Ordnungspolizei
- Sicherheitspolizei
- Sonderkommando 1a

## Campos de concentración

### KZ-Stammlager
- KZ Vaivara
  - Klooga

#### KZ-Außenlager
- KZ Aseri
- KZ Auvere
- KZ Erides
- KZ Goldfields (Kohtla)
- KZ Ilinurme
- KZ Jewe
- KZ Kerestowo (Karstala en Viru Ingria, actualmente parte del Distrito de Gatchinsky)
- KZ Kiviöli
- KZ Kukruse
- KZ Kunda
- KZ Kuremaa
- KZ Lagedi
- KZ Klooga, Lodensee. Comandante de las SS, el Untersturmführer Wilhelm Werle, desde septiembre de 1943 hasta septiembre de 1944.[34] Fueron recluidos entre 2.000 y 3.000 prisioneros, la mayoría de ellos judíos lituanos. Cuando se acercó el Ejército Rojo, los hombres de las SS dispararon a los 2 500 prisioneros el 19 de septiembre de 1944 y quemaron la mayoría de los cuerpos. Los menos de 100 prisioneros lograron sobrevivir escondiéndose. Hay un monumento en la ubicación del campo de concentración.

- KZ Narwa
- KZ Pankjavitsa, Pankjewitza. Fue situado a unos 15 km al sur del pueblo de Pankjavitsa cerca de la aldea de Roodva en la antigua provincia estonia de Petserimaa. Desde 1945 Rusia ocupa una gran parte de esta provincia incluyendo Roodva/Rootova. El campo se estableció en noviembre de 1943. El 11 de noviembre de ese año llegaron 250 prisioneros de Klooga. Su alojamiento eran los cuarteles. Ya en enero de 1944 se cerró el campo y los reclusos fueron trasladados a Kūdupe (en Letonia, cerca de la frontera con Estonia), Petseri y Ülenurme. Probablemente el campamento se cerró después de que se terminara algún tipo de trabajo.[35]

- KZ Narwa-Hungerburg
- KZ Putki (en Piiri, cerca de Slántsy)
- KZ Reval (Ülemiste?)
- KZ Saku
- KZ Sonda
- KZ Soski (en Vasknarva)
- KZ Wiwikond
- KZ Ülenurme[36]

### Arbeits- und Erziehungslager
- AEL Jägala (agosto de 1942 – septiembre de 1943)
- AEL Murru
- AEL Reval
  - Harku (243 romaníes estonios fueron ejecutados en el campo de concentración de Harku el 27 de octubre de 1942)[37]
  - Lasnamäe
- AEL Tartu (comandante Karl Linnas)
- AEL Turba (en Ellamaa)[38]

#### Prisiones
- Haapsalu
- Kuressaare
- Narva (en Vestervalli, 1941–1944)
- Petseri
- Pärnu
- Tartu
- Valga
- Võru

### Otros campos de concentración
- Dvigatel[39]
- Essu
- Järvakandi
- Laitse
- Lavassaare[40]
- Lehtse
- Lelle (1942 – mayo de 1943)[41]
- Roela
- Sitsi (en Tallin, constaba de 10 barracones; hasta el 17 de septiembre de 1944)[42]
- Vasalemma